# Rafael Márquez (Boxer)
Rafael Márquez Méndez (* 25. März 1975 in Mexiko-Stadt, Mexiko) ist ein ehemaliger mexikanischer Profiboxer. Von Februar 2003 bis März 2007 war er IBF-Weltmeister im Bantamgewicht sowie von März bis August 2007 WBC-Weltmeister im Superbantamgewicht. 
Seine vier Kämpfe gegen Israel Vázquez gelten als Rivalitätsklassiker, welche 2010 von ESPN als unterhaltsamste Kampfserie der jüngeren Boxgeschichte bezeichnet wurde. Zwei der Kämpfe wurden jeweils zum Ring Magazine Kampf des Jahres gewählt. 2023 fand er Aufnahme in die International Boxing Hall of Fame.
Er ist der jüngere Bruder des Boxers Juan Manuel Márquez.

## Profikarriere
Rafael Márquez wurde von Ignacio Beristain betreut und verlor sein Profidebüt im September 1995 gegen Victor Rabanales. Er besiegte im Laufe seiner Karriere mehrere WM-Herausforderer und gewann im Oktober 2001 auch nach Punkten gegen Marc Johnson, im Rückkampf im Februar 2002 sogar durch TKO. Damit qualifizierte er sich für einen IBF-Titelkampf im Bantamgewicht gegen den bis dahin ungeschlagenen Tim Austin und siegte ebenfalls durch TKO. Im Anschluss konnte er den Titel siebenmal verteidigen, darunter jeweils zweimal gegen Mauricio Pastrana und Silence Mabuza. 
Am 3. März 2007 boxte er im Superbantamgewicht um den WBC-Titel und besiegte Israel Vázquez durch Aufgabe nach der siebenten Runde, verlor jedoch den direkten Rückkampf am 4. August 2007 selbst vorzeitig in Runde 6. Einen dritten Kampf gegen Vázquez verlor er im März 2008 knapp nach Punkten. Am 22. Mai 2010 boxte er erneut gegen Vázquez und siegte durch K. o. in der dritten Runde. 
Er konnte daraufhin am 6. November 2010 um den WBO-Titel im Federgewicht boxen, verlor jedoch vorzeitig gegen Juan López. Einen weiteren Kampf um den WBC-Titel im Superbantamgewicht verlor er am 1. Oktober 2011 einstimmig gegen Toshiaki Nishioka.
Ein letzter bedeutender Sieg gelang ihm im Mai 2012 durch K. o. in Runde 1 gegen Eric Aiken. Anschließend verlor er im Oktober 2012 gegen Cristian Mijares und im September 2013 gegen Efrain Esquivias, worauf er seine Karriere beendete.